# 프렌저
〈프렌저〉(일본어: フレンジャー→친구레인저, Frienger)는 일본의 가수 오오츠카 아이가 발매한 11번째 싱글로, 2006년 4월 12일 발매되었다.
〈フレンジャー〉는 봄에 걸맞은 밝은 분위기의 곡으로, "フレンジャー"라는 말의 의미에 대해 오오츠카 아이는 친구(Friend)에 싸우는 사람(Ranger)가 합쳐진 합성어로, "강한 친구" 혹은 "싸울 수 있는 친구"라고 밝혔고, "Ranger"라는 말에 담긴 의미처럼 조금 더 강한 분위기를 내기 위해 코러스로 자신의 목소리가 아닌 남성의 목소리를 선택했다고도 밝혔다. 뮤직 비디오는 대만에서 촬영했고, 오쓰카 아이가 스쿠터를 타고 있는 모습이 등장한다. 자켓 사진도 마찬가지로 스쿠터에 타고 있는 오쓰카 아이의 모습을 촬영한 사진이다.
함께 수록된 곡 〈甘い気持ちまるかじり〉는 커플링 곡으로 수록하기 위해 2006년 들어 새로 작곡한 곡으로, 타이틀 곡 〈フレンジャー〉에 비해 조금 더 여성스러운 면이 부각되었다고 말했다.
〈フレンジャー〉는 첫 베스트 앨범 《愛 am BEST》에 수록되지는 않았고, 2007년 9월 26일 발매된 4번째 정규 앨범 《LOVE PiECE》의 8번째 곡으로 수록되었다.

## 곡목
CD
1. フレンジャー <프렌저>
2. 甘い気持ちまるかじり <달콤한 기분 통째로 베어먹기>
3. フレンジャー (Instrumental)
4. 甘い気持ちまるかじり (Instrumental)

DVD
1. フレンジャー (Music Clip)